# Kees Koch
Kees Koch (Róterdam, Países Bajos, 16 de julio de 1936-14 de septiembre de 2021) fue un atleta neerlandés especializado en la prueba de lanzamiento de disco, en la que consiguió ser subcampeón europeo en 1962.

## Carrera deportiva
En el Campeonato Europeo de Atletismo de 1962 ganó la medalla de plata en el lanzamiento de disco, llegando hasta los 55.96 metros, siendo superado por el soviético Vladimir Trusenyev (oro con 57.11 m que fue récord de los campeonatos) y por delante del alemán Lothar Milde (bronce con 55.47 m).